# Осока Дэвелла
Осо́ка Дэ́велла (лат. Carex davalliana) — многолетнее травянистое растение, вид рода Осока (Carex) семейства Осоковые (Cyperaceae).

## Ботаническое описание

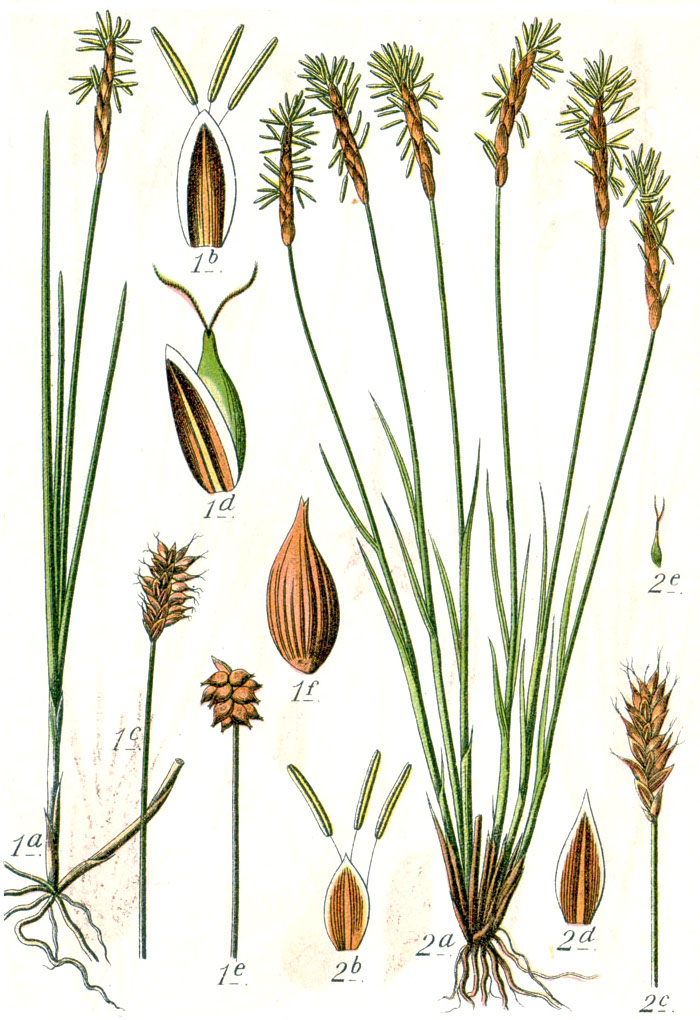
2 — Carex davalliana

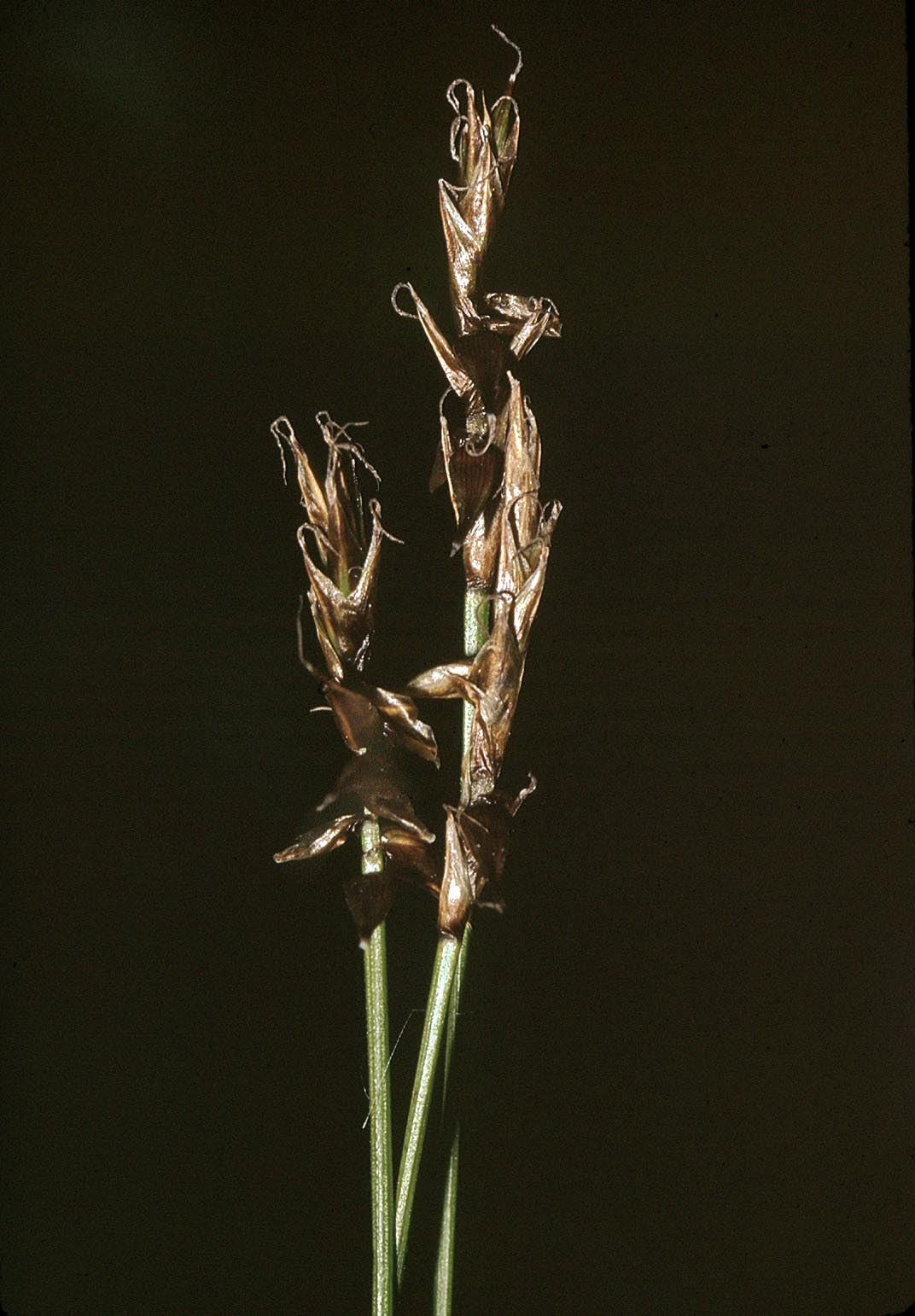
Женское соцветие, Унтерфранкен, Германия

Растение густодернистое, без ползучих корневищ.
Стебли многочисленные, гранистые, глубоко бороздчатые, не более 0,7 мм в диаметре, шероховатые, 10—50 см высотой.
Листья щетиновидные, шероховатые.
Колосок тычиночный или пестичный (растения двудомные), очень редко андрогинный (с 1—2 пестичными цветками у основания). Тычиночные колоски 1,2—2,5 см длиной, узкоцилиндрические; чешуи продолговато-яйцевидные, золотисто-ржавые. Пестичные колоски с 7—15 мешочками, 0,8—2 см длиной, продолговато-цилиндрические, рыхлые. Чешуи яйцевидные, острые, по краю широко-перепончатые или ржавые, короче мешочков. Мешочки яйцевидно-ланцетовидные, неравно-двояковыпуклые, тонко-кожистые, (3)3,7—4,3(4,5) мм длиной, зрелые горизонтально или вниз отклонённые, с тонкими жилками, с утолщёнными краями, на короткой ножке, с шероховатым, редко гладким, цельным, косо усечённым, длинным, большей частью изогнутым носиком, каштаново-бурые. Рылец 2.
Плод при основании без осевого придатка. Цветёт в апреле—июне, плодоносит в мае—июле.
Число хромосом — 2n=46.
Вид описан из Англии.

## Распространение
Атлантическая, Центральная и Южная (редко) Европа; Прибалтика; Европейская часть России: Ленинградская область (окрестности Гатчины севернее Гатчинского парка); Украина: Карпаты, Волынская область; Беларусь: Витебская область.
Растёт на болотистых лугах и болотах.